# スペシャル・ワン
『スペシャル・ワン』（Special One）は、チープ・トリックが2003年に発表したアルバム。

## 解説
スタジオ・アルバムとしては『チープ・トリック』（1997年）以来6年ぶりとなる作品。「ハマー」は、直前に収録されている「ロウ・ライフ・イン・ハイ・ヒールズ」の別ヴァージョンで、ダン・ジ・オートメイターがプロデュースとリミックスを担当している。
日本盤には、Kinue Takaishiが訳詞を担当した「スペシャル・ワン」の日本語詞ヴァージョンがボーナス・トラックとして追加収録された。アメリカでは、DVD付きの限定盤もリリースされた。

## 収録曲
特記なき楽曲はリック・ニールセン、ロビン・ザンダー、トム・ピーターソンの共作。
1. セント・オブ・ア・ウーマン - "Scent of a Woman" - 4:49
2. トゥー・マッチ - "Too Much" - 4:41
3. スペシャル・ワン - "Special One" - 4:17
4. ポップ・ドローン - "Pop Drone" - 4:43
5. マイ・オブセッション - "My Obsession" (Rick Nielsen, Robin Zander, Tom Petersson, Julian Raymond) - 3:33
6. ワーズ - "Words" - 4:53
7. ソーリー・ボーイ - "Sorry Boy" - 4:25
8. ベスト・フレンド - "Best Friend" - 4:16
9. イフ・アイ・クッド - "If I Could" - 3:50
10. ロウ・ライフ・イン・ハイ・ヒールズ - "Low Life in High Heels" - 2:48
11. ハマー - "Hummer" - 4:18

### 日本盤ボーナス・トラック
1. スペシャル・ワン (ジャパニーズ・ヴァージョン) - "Special One (Japanese Version)" - 4:22

### アメリカ盤ボーナスDVD
1. 4.はミュージック・ビデオ、2. 3. 5.はライヴ映像。
1. "Say Goodbye"
2. "Hot Love"
3. "Hard to Tell"
4. "Woke Up With a Monster"
5. "He's a Whore"

## 参加ミュージシャン
- ロビン・ザンダー - ボーカル、リズムギター
- リック・ニールセン - リードギター、バッキング・ボーカル
- トム・ピーターソン - 12弦ベース、バッキング・ボーカル
- バン・E・カルロス - ドラムス、バッキング・ボーカル

ゲスト・ミュージシャン
- エリザベス・アンダーソン、エドガー・ガブリエル、ミリアム・スターム、ビル・クローネンバーグ - ストリングス(on 7.)